# Birger Schmid
Birger Karl Josef Schmid, född 11 januari 1906 i Kalmar, död 17 april 1998 i Katarina församling, Stockholm, var en svensk arkitekt och bildhuggare.
Han var son till bildhuggaren Josef Anton Schmid och hans hustru Gunhild. Schmid var elev vid Kalmar högre allmänna läroverk  1915–1925 och fick samtidigt undervisning i bildhuggeri av sin far. Han tog byggnadsingenjörsexamen 1929 och fortsatte därefter sina studierna till arkitekt vid Kungliga Tekniska Högskolan i Stockholm där han utexaminerades som 1936. Parallellt med studierna arbetade han vid Kooperativa förbundets arkitektkontor 1929-1936 och från 1937.